# Kyrassér
En kyrassér eller kyradsér var en tung kavalerist, der bar et kyras (et bryst- og rygharnisk) af jern eller stål og en høj hjelm. Kyrassérer dukkede op i slutningen af 1400-tallet og var efterkommere af middelalderens riddere i rustning. Disse mellem til stærkt rustede ryttere var bevæbnet med lanse, kårde, pistol eller en kort karabin. Det tunge kavaleri er nu kun iført de traditionelle uniformer som livvagter ved parader og ceremonielle lejligheder.
Ordet "kyras" eller "kyrads" stammer fra det latinske corium, som betyder læder.
I 1700-tallet var kyrassér almindeligvis bevæbnet med to pistoler, en karabin og tungt kavalerisværd.
I slutningen af 1700-tallet bar mange landes tunge kavaleri ikke kyras (eller kun brystplade), men Napoleon troede på værdien af den defensive udrustning og øgede antallet af kyrasregimenter fra ét til fjorten, som alle havde helkyras og udstyrede sine to karabinierregimenter med kyras efter slaget ved Wagram under Napoleonskrigene.
I nogle europæiske lande, især Frankrig, betød erfaringerne fra Napoleonskrigene, at kyrassérer stadig var rygraden i kavaleriet i 1914, men under skyttegravskrigen 1914-1918 erstattede stålhjelm og camouflageuniform hurtigt hestehårhjelm og kyrads.

## Danske kyrasserer
Livgarden til hest blev oprettet på ordre af Frederik 3. i 1661. Regimentet var dels livgarde for kongen, dels kyrassérregiment i hæren. Regimentet blev nedlagt i 1866.